# Mád
Mád é um município da Hungria, situado no condado de Borsod-Abaúj-Zemplén. Tem 31,86 km² de área e sua população em 2015 foi estimada em 2.217 habitantes.